# 10ª edizione della Tachiaoi Cup
La 10ª edizione della Tachiaoi Cup, competizione goistica riservata alle professioniste giapponesi, si è disputata nel 2023: Asami Ueno ha difeso il titolo sconfiggendo 2-1 in finale la sfidante Rina Fujisawa.
Il torneo è organizzato dalla Nihon Ki-in con il sostegno del Mainichi Shinbun e la sponsorizzazione della fondazione Onchikai.

## Torneo per la determinazione della sfidante
Il torneo per la determinazione della sfidante si disputa tra otto goiste:
- Fujisawa Rina Honinbo femminile
- Nakamura Sumire Kisei femminile
- Nyu Eiko Saikyo femminile
- Konishi Kazuko 8d
- Suzuki Ayumi 7d
- Mukai Chiaki 6d
- Takao Mari 2d
- Ueno Risa 2d

Il torneo è a eliminazione diretta con partite singole.
|  | Primo turno              | Primo turno              | Primo turno              |                          |     | Semifinali | Semifinali | Semifinali |  |  | Finale | Finale | Finale |  |
|  |                          |                          |                          |                          |     |            |            |            |  |  |        |        |        |  |
|  | Nakamura Sumire Kisei f. | Nakamura Sumire Kisei f. | B+R                      |                          |     |            |            |            |  |  |        |        |        |  |
|  | Nakamura Sumire Kisei f. | Nakamura Sumire Kisei f. | B+R                      |                          |     |            |            |            |  |  |        |        |        |  |
|  | Konishi Kazuko 8d        |                          |                          |                          |     |            |            |            |  |  |        |        |        |  |
|  |                          | Nakamura Sumire Kisei f. |                          |                          |     |            |            |            |  |  |        |        |        |  |
|  |                          |                          |                          |                          |     |            |            |            |  |  |        |        |        |  |
|  |                          |                          | Mukai Chiaki 6d          | Mukai Chiaki 6d          | N+R |            |            |            |  |  |        |        |        |  |
|  | Takao Mari 2d            |                          | Mukai Chiaki 6d          | Mukai Chiaki 6d          | N+R |            |            |            |  |  |        |        |        |  |
|  |                          |                          |                          |                          |     |            |            |            |  |  |        |        |        |  |
|  | Mukai Chiaki 6d          | Mukai Chiaki 6d          | N+3,5                    |                          |     |            |            |            |  |  |        |        |        |  |
|  | Mukai Chiaki 6d          | Mukai Chiaki 6d          | N+3,5                    | Mukai Chiaki 6d          |     |            |            |            |  |  |        |        |        |  |
|  |                          |                          |                          |                          |     |            |            |            |  |  |        |        |        |  |
|  |                          |                          | Fujisawa Rina Honinbo f. | Fujisawa Rina Honinbo f. | N+R |            |            |            |  |  |        |        |        |  |
|  | Fujisawa Rina Honinbo f. | Fujisawa Rina Honinbo f. | Fujisawa Rina Honinbo f. | Fujisawa Rina Honinbo f. | N+R | B+6,5      |            |            |  |  |        |        |        |  |
|  | Fujisawa Rina Honinbo f. | Fujisawa Rina Honinbo f. |                          |                          |     |            |            |            |  |  |        |        |        |  |
|  | Suzuki Ayumi 7d          |                          |                          |                          |     |            |            |            |  |  |        |        |        |  |
|  |                          | Fujisawa Rina Honinbo f. | Fujisawa Rina Honinbo f. | B+R                      |     |            |            |            |  |  |        |        |        |  |
|  |                          |                          |                          | B+R                      |     |            |            |            |  |  |        |        |        |  |
|  |                          |                          | Ueno Risa 2d             |                          |     |            |            |            |  |  |        |        |        |  |
|  | Ueno Risa 2d             | Ueno Risa 2d             | N+8,5                    |                          |     |            |            |            |  |  |        |        |        |  |
|  | Ueno Risa 2d             | Ueno Risa 2d             | N+8,5                    |                          |     |            |            |            |  |  |        |        |        |  |
|  | Nyu Eiko Saikyo f.       |                          |                          |                          |     |            |            |            |  |  |        |        |        |  |

Con la sua vittoria su Mukai Chiaki 6d, Fujisawa Rina Honinbo femminile ha ottenuto il diritto di sfidare Ueno Asami Tachiaoi: la finale è dunque la rivincita della finale dell'edizione precedente, in cui Ueno aveva strappato il titolo a Fujisawa.

## Finale
La sfida per il titolo ha visto la vincitrice del torneo di qualificazione, Rina Fujisawa, affrontare la detentrice del titolo Asami Ueno al meglio dei tre incontri; si tratta della quarta finale della Tachiaoi disputata da queste due goiste, la terza consecutiva: Fujisawa ha vinto le prime due (2019 e 2021), Ueno l'ultima (2022).
| Giocatrice               | Partita 1 17 giugno Aizuwakamatsu, Fukushima | Partita 2 18 giugno Aizuwakamatsu, Fukushima | Partita 3 19 giugno Aizuwakamatsu, Fukushima | Totale |
| ------------------------ | -------------------------------------------- | -------------------------------------------- | -------------------------------------------- | ------ |
| Asami Ueno Tachiaoi      |                                              | B+R                                          | N+R                                          | 2      |
| Fujisawa Rina Honinbo f. | B+R                                          |                                              |                                              | 1      |

Difendendo con successo il titolo, Ueno Asami ottiene la sua seconda vittoria nella Tachiaoi.